# پیمان معادی
محمد پیمان معادی (زادهٔ ۹ تیر ۱۳۴۹) بازیگر، فیلم‌نامه‌نویس و فیلم‌ساز ایرانی-آمریکایی است. او در ۱۳۷۹ نخستین فیلم‌نامه‌اش را برای آواز قو نوشت و پس از نگارش فیلم‌نامه‌های عطش (۱۳۸۱)، کما (۱۳۸۳) و کافه ستاره (۱۳۸۵)، در نخستین تجربه‌های بازیگری‌اش در فیلم‌های دربارهٔ الی (۱۳۸۷) و جدایی نادر از سیمین (۱۳۸۹) ساختهٔ اصغر فرهادی به ایفای نقش پرداخت. از نقش‌های بین‌المللی او می‌توان به فیلم‌های کمپ ایکس ری (۲۰۱۴)، آخرین شوالیه‌ها (۲۰۱۵) و شش زیرزمینی (۲۰۱۹) و مجموعهٔ آن شب (۲۰۱۶) اشاره کرد. او در فیلم‌های ابد و یک روز (۱۳۹۴)، متری شیش و نیم (۱۳۹۷)، برادران لیلا (۱۴۰۱) و زن و بچه (۱۴۰۴) با کارگردان سعید روستایی کار کرده است.
معادی برای جدایی نادر از سیمین جایزهٔ خرس نقره‌ای بهترین بازیگر مرد را از جشنوارهٔ برلین دریافت کرد و برای بازی در درخت گردو (۱۳۹۸) سیمرغ بهترین بازیگر مرد را در جشنواره فیلم فجر به دست آورد.

## زندگی و فعالیت
محمد پیمان معادی در ۹ تیر ۱۳۴۹ در نیویورک زاده شد. پدرش آن زمان در دانشگاه کلمبیا مشغول به تحصیل بود و او و برادر بزرگترش در این شهر به دنیا آمدند. هنگامی که تحصیلات پدرش به پایان رسید، او شش ساله بود که خانواده‌اش به ایران بازگشت. رشتهٔ تحصیلی معادی مهندسی متالوژی بوده و از دانشگاه آزاد اسلامی واحد کرج فارغ‌التحصیل شده است.
او فعالیت خود را در سینما به عنوان فیلمنامه‌نویس با نگارش فیلم‌نامه آواز قو (۱۳۷۹) آغاز کرد و تا چند سال به نوشتن فیلم‌نامه‌هایی مانند عطش، کافه ستاره، کما مشغول بود. معادی برای اولین بار در سال ۱۳۸۷ به عنوان بازیگر در فیلم درباره الی به کارگردانی اصغر فرهادی ظاهر شد و بازی قابل توجهی ارائه داد. معادی در سال ۲۰۱۴ در سریالی به نام آن شب محصول شبکه اچ‌بی‌او به کارگردانی استیون زایلیان بازی کرد که در سال ۲۰۱۶ پخش آن آغاز شد، معادی در این سریال در کنار جان تورتورو و مایکل کی ویلیامز نقش شخصیتی به نام سلیم خان را ایفا می‌کند. زایلیان یکی از نویسندگان فیلم‌نامه فهرست شیندلر اثر استیون اسپیلبرگ بوده است. او همچنین در فیلم شش زیرزمینی همبازی رایان رینولدز به کارگردانی مایکل بی شد. پیمان معادی و مایکل بی دومین همکاری خود را با فیلم ۱۳ ساعت تجربه می‌کنند. برف روی کاج‌ها اولین فعالیت معادی در عرصه کارگردانی است. این فیلم در سی‌امین جشنواره فیلم فجر برنده سیمرغ بلورین بهترین فیلم از نگاه تماشاگران شد. بمب؛ یک عاشقانه دومین فیلم اوست که در سی و ششمین جشنواره فجر، جایزه ویژه هیئت داوران، جایزه بهترین کارگردانی در ششمین دوره جشنواره فیلم بسفر و بهترین فیلم از نگاه تماشاگران در چهارمین دوره جشنواره فیلم سینه ایران تورنتو و جایزه بهترین فیلمنامه را از جشنواره آسیا پاسیفیک در سال ۱۳۹۳ دریافت کرده است. النی کاریندرو، موسیقی ساز مطرح سینمای جهان که موسیقی متن بسیاری از فیلم‌های تئو آنگلوپولوس را ساخته با حضور در پروژه بمب؛ یک عاشقانه برای نخستین بار موسیقی یک فیلم از سینمای ایران را ساخته است. معادی در سال ۲۰۱۴ به عنوان بازیگر نقش اول در اردوگاه اشعه ایکس در نقش علی به ایفای نقش پرداخت. کریستن استوارت در این فیلم نقش مقابل وی بود. اردوگاه اشعه ایکس در جشنواره فیلم ساندنس رونمایی شد و بازی معادی مورد توجه منتقدان و عموم قرار گرفت. معادی در سال ۲۰۱۵ به پروژه آخرین شوالیه‌ها پیوست و هم‌بازی مورگان فریمن و کلایو اوون شد. او در سال ۱۳۹۵ در فیلم ابد و یک روز به ایفای نقش پرداخت و بازی وی مورد توجه منتقدان قرار گرفت و نامزد سیمرغ بلورین بهترین بازیگر نقش اول مرد سی و چهارمین جشنواره فیلم فجر شد و تندیس بهترین بازیگر نقش اول مرد جشن خانه سینما را به دست آورد.
وی در سال ۱۳۹۷ در متری شیش و نیم ساخته سعید روستایی به ایفای نقش پرداخت و برنده تندیس بهترین بازیگر مرد جشن حافظ شد. او برای دومین بار موفق شد برای درخت گردو ساخته محمدحسین مهدویان برنده تندیس بهترین بازیگر در جشن حافظ شود. او همچنین در مجموعهٔ وست‌ورلد نقش‌آفرینی کوتاهی کرده است.

## زندگی شخصی
معادی در سال ۱۳۸۴ با فرانک قوانلو ازدواج کرد. این زوج دو فرزند یک دختر به نام باران و یک پسر به نام رایان دارند. معادی صاحب یک گالری ساعت در شهرک غرب تهران است.

## آثار

### سینما
| سال  | عنوان فیلم                                     | سمت      | سمت          | سمت    | سمت                                    | توضیح                      |
| سال  | عنوان فیلم                                     | کارگردان | فیلم‌نامه‌نویس | بازیگر | نقش                                    | توضیح                      |
| ---- | ---------------------------------------------- | -------- | ------------ | ------ | -------------------------------------- | -------------------------- |
| ۲۰۰۰ | آواز قو                                        | نه       | آری          | نه     |                                        | با سعید اسدی               |
| ۲۰۰۲ | عطش                                            | نه       | آری          | نه     |                                        | طراح لباس                  |
| ۲۰۰۴ | کما                                            | نه       | آری          | نه     |                                        |                            |
| ۲۰۰۶ | کافه ستاره                                     | نه       | آری          | نه     |                                        |                            |
| ۲۰۰۶ | شام عروسی                                      | نه       | آری          | نه     |                                        | مشاور کارگردان             |
| ۲۰۰۷ | ماتیک                                          | آری      | آری          | نه     |                                        | فیلم کوتاه                 |
| ۲۰۰۹ | دربارهٔ الی                                     | نه       | نه           | آری    | پیمان                                  |                            |
| ۲۰۱۱ | سوگ                                            | نه       | نه           | آری    | مسعود (فقط صدا)                        |                            |
| ۲۰۱۱ | جدایی نادر از سیمین                            | نه       | نه           | آری    | نادر                                   | برنده خرس نقره ای          |
| ۲۰۱۳ | برف روی کاج‌ها                                  | آری      | آری          | نه     |                                        | برنده سیمرغ بلورین         |
| ۲۰۱۴ | کمپ ایکس ری                                    | نه       | نه           | آری    | علی امیر                               |                            |
| ۲۰۱۴ | ملبورن                                         | نه       | نه           | آری    | امیر                                   |                            |
| ۲۰۱۴ | قصه‌ها                                          | نه       | نه           | آری    | راننده تاکسی                           |                            |
| ۲۰۱۵ | آخرین شوالیه‌ها                                 | نه       | نه           | آری    | امپراتور                               |                            |
| ۲۰۱۶ | ۱۳ ساعت: سربازان مخفی بنغازی                   | نه       | نه           | آری    | آمال                                   |                            |
| ۲۰۱۶ | ابد و یک روز                                   | نه       | نه           | آری    | مرتضی                                  |                            |
| ۲۰۱۶ | اسب‌های پنجره‌ای: مکاشفهٔ رزی مینگ در اشعار فارسی | نه       | نه           | آری    | پیمان                                  | صدا                        |
| ۲۰۱۷ | خوک                                            | نه       | نه           | آری    | خودش                                   | حضور افتخاری               |
| ۲۰۱۷ | بمب؛ یک عاشقانه                                | آری      | آری          | آری    | ایرج                                   | تهیه‌کننده                  |
| ۲۰۱۸ | ناگهان درخت                                    | نه       | نه           | آری    | فرهاد                                  | تهیه‌کننده                  |
| ۲۰۱۸ | متری شیش و نیم                                 | نه       | نه           | آری    | سرگرد صمد مجیدی                        |                            |
| ۲۰۱۹ | درخت گردو                                      | نه       | نه           | آری    | قادر مولان‌پور                          |                            |
| ۲۰۱۹ | شش زیرزمینی                                    | نه       | نه           | آری    | مورات آلیموف، برادر رئیس‌جمهور تورگستان |                            |
| ۲۰۲۰ | پلیس                                           | نه       | نه           | آری    | مهاجرِ غیرقانونی تاجیک                  |                            |
| ۲۰۲۲ | سمفونی حمید (مستند)                            | نه       | نه           | آری    | پیمان معادی                            | به‌عنوان دوست حمید علیدوستی |
| ۲۰۲۲ | برادران لیلا                                   | نه       | نه           | آری    | منوچهر                                 | برادر لیلا                 |
| ۲۰۲۳ | دشمن                                           | نه       | نه           | آری    | ایمان                                  |                            |
| ۲۰۲۳ | بی سروصدا                                      | نه       | نه           | آری    | سیامک                                  |                            |
| ۲۰۲۵ | زن و بچه                                       | نه       | نه           | آری    | حمید                                   |                            |

### نمایش خانگی
| سال  | عنوان      | نقش         | پلتفرم | توضیحات                        |
| ---- | ---------- | ----------- | ------ | ------------------------------ |
| ۱۴۰۲ | افعی تهران | آرمان بیانی | فیلم‌نت | اولین حضور رسمی در نمایش خانگی |
| ۱۴۰۳ | ازازیل     | بهروز شریفی | نماوا  | اولین همکاری با حسن فتحی       |

### تلویزیون
| سال  | عنوان   | نقش      | شبکه   | توضیحات             |
| ---- | ------- | -------- | ------ | ------------------- |
| ۲۰۱۶ | آن شب   | سلیم خان | اچ‌بی‌او | مینی سریال، ۸ قسمتی |
| ۲۰۲۰ | وست‌ورلد | الیوت    | اچ‌بی‌او | ۳ قسمت              |

### نمایش‌های تئاتر
| سال  | نام نمایش      | کارگردان       |
| ---- | -------------- | -------------- |
| ۱۳۹۰ | خشکسالی و دروغ | محمد یعقوبی    |
| ۱۳۹۲ | در انتظار گودو | همایون غنی‌زاده |

## جوایز
| سال  | جایزه                                                | دسته                                       | اثر نامزدشده        | نتیجه    |
| ---- | ---------------------------------------------------- | ------------------------------------------ | ------------------- | -------- |
| ۲۰۱۱ | جوایز اسکرین آسیا پاسیفیک                            | بهترین بازیگر مرد                          | جدایی نادر از سیمین | نامزدشده |
| ۲۰۱۱ | نظرسنجی ویلج ویس                                     | بهترین بازیگر مرد                          | جدایی نادر از سیمین | نامزدشده |
| ۲۰۱۱ | شصت و یکمین دورهٔ جشنوارهٔ بین‌المللی فیلم برلین        | خرس نقره‌ای بهترین بازیگر مرد               | جدایی نادر از سیمین | برنده    |
| ۲۰۱۱ | جوایز بین‌المللی انجمن سینه‌فیل                        | بهترین بازیگر نقش اول مرد                  | جدایی نادر از سیمین | برنده    |
| ۲۰۱۳ | سی‌امین دورهٔ جشنوارهٔ فیلم فجر                         | سیمرغ بلورین بهترین فیلم از نگاه تماشاگران | برف روی کاج‌ها       | برنده    |
| ۲۰۱۳ | سی‌امین دورهٔ جشنواره فیلم فجر                         | سیمرغ بلورین بهترین کارگردانی              | برف روی کاج‌ها       | نامزدشده |
| ۲۰۱۳ | جشنواره بین‌المللی فیلم‌های آسیایی وزول                | چرخ طلایی                                  | برف روی کاج‌ها       | نامزدشده |
| ۲۰۱۴ | جشنوارهٔ بین‌المللی فیلم اربیل                         | بهترین کارگردان                            | برف روی کاج‌ها       | برنده    |
| ۲۰۱۶ | سی و چهارمین دورهٔ جشنوارهٔ فیلم فجر                   | سیمرغ بلورین بهترین بازیگر نقش اول مرد     | ابد و یک روز        | نامزدشده |
| ۲۰۱۶ | هجدهمین دورهٔ جشن خانهٔ سینمای ایران                   | بهترین بازیگر نقش اول مرد                  | ابد و یک روز        | برنده    |
| ۲۰۱۷ | دهمین جشن انجمن منتقدان و نویسندگان سینمای ایران     | بهترین بازیگر نقش اول مرد                  | ابد و یک روز        | برنده    |
| ۲۰۱۸ | سی و ششمین دوره جشنواره فیلم فجر                     | بهترین فیلم                                | بمب؛ یک عاشقانه     | نامزدشده |
| ۲۰۱۸ | سی و ششمین دوره جشنواره فیلم فجر                     | جایزه ویژه هیئت داوران                     | بمب؛ یک عاشقانه     | برنده    |
| ۲۰۱۸ | سی و ششمین دوره جشنواره فیلم فجر                     | بهترین فیلمنامه                            | بمب؛ یک عاشقانه     | نامزدشده |
| ۲۰۱۸ | جشنواره بین‌المللی فیلم بسفر                          | بهترین کارگردانی                           | بمب؛ یک عاشقانه     | برنده    |
| ۲۰۱۸ | جشنواره فیلم سینه ایران تورنتو                       | بهترین فیلم از نگاه تماشاگران              | بمب؛ یک عاشقانه     | برنده    |
| ۲۰۱۸ | جشنواره فیلم آسیا پاسیفیک                            | بهترین طرح فیلمنامه                        | بمب؛ یک عاشقانه     | برنده    |
| ۲۰۱۹ | جایزه حافظ                                           | بهترین بازیگر مرد                          | متری شیش و نیم      | برنده    |
| ۲۰۱۹ | سی و هفتمین دوره جشنواره فیلم فجر                    | بهترین بازیگر نقش اول مرد                  | متری شیش و نیم      | نامزدشده |
| ۲۰۱۹ | جشنواره فیلم استکهلم                                 | بهترین بازیگر مرد                          | متری شیش و نیم      | برنده    |
| ۲۰۲۰ | سی و هشتمین دوره جشنواره فیلم فجر                    | بهترین بازیگر نقش اول مرد                  | درخت گردو           | برنده    |
| ۲۰۲۱ | جشن حافظ                                             | بهترین بازیگر مرد                          | درخت گردو           | برنده    |
| ۲۰۲۲ | چهاردهمین جشن بزرگ منتقدان و نویسندگان سینمایی ایران | بهترین بازیگر مرد                          | درخت گردو           | برنده    |